# Ленинский административный округ (Тюмень)
Ле́нинский администрати́вный о́круг — одна из четырёх административно-территориальных единиц города Тюмени. Расположен в северо-восточной части города. До 1997 года именовался как Ле́нинский райо́н.

## Население
| 1970     | 1979     | 1989     | 2002     | 2009     | 2012     | 2013     |
| -------- | -------- | -------- | -------- | -------- | -------- | -------- |
| 128 593  | ↗149 262 | ↗206 859 | ↘135 067 | ↗246 150 | ↘149 129 | ↗154 826 |
| 2014     | 2015     | 2016     | 2017     | 2018     | 2019     | 2020     |
| ↗160 325 | ↗163 680 | ↗169 998 | ↗176 493 | ↗182 971 | ↗188 409 | ↗193 484 |
| 2021     |          |          |          |          |          |          |
| ↘180 869 |          |          |          |          |          |          |

## История
Указом Президиума Верховного Совета РСФСР от 20 декабря 1965 года в Тюмени образован Ленинский район.
В 1972 году в Ленинский район включены два поселка: Тарманы и Мыс.
В 1997 году Ленинский район переименован в Ленинский административный округ.
В марте 2008 года от Ленинского округа отделён Восточный административный округ.